# ULTRA NYANKO
『ULTRA NYANKO』（ウルトラ・にゃんこ）は、おニャン子クラブのベスト・アルバム。1997年3月21日に『OMOTE SPECIAL』（おもてスペシャル、規格品番：PCCA-01086）と『URA SPECIAL』（うらスペシャル、規格品番：PCCA-01087）の2枚が同時に発売された。発売元は2枚ともポニーキャニオン。

## 解説
おニャン子クラブが1987年9月に解散10周年を迎えるにあたり発売されたベスト・アルバム。
おニャン子クラブのシングルA面曲を中心とした『OMOTE SPECIAL』と、
過去発売のスタジオ・アルバムに収録された楽曲で、個人がメイン・ヴォーカルをとっているものや、複数メンバーのユニットで歌唱された楽曲を中心とした『URA SPECIAL』の2タイトルが同時発売された。
特に、『URA SPECIAL』には、最後のオリジナル・アルバム『Circle』（1987/8/5発売）からの楽曲が多く収録されている。

## 収録曲

### OMOTE SPECIAL
1. セーラー服を脱がさないで
  - 作詞: 秋元康、作曲・編曲: 佐藤準
2. 夏休みは終わらない
  - 作詞: 秋元康、作曲: 高橋研、編曲: 佐藤準
3. 恋はくえすちょん
  - 作詞: 秋元康、作曲・編曲: 見岳章
4. およしになってねTEACHER
  - 作詞: 秋元康、作曲・編曲: 佐藤準
5. じゃあね
  - 作詞: 秋元康、作曲: 高橋研、編曲: 佐藤準
6. おっとCHIKAN!
  - 作詞: 秋元康、作曲: 長沢ヒロ、編曲: 山川恵津子
7. お先に失礼
  - 作詞: 秋元康、作曲・編曲: 後藤次利
8. NO MORE 恋愛ごっこ
  - 作詞: 秋元康、作曲・編曲: 後藤次利
9. かたつむりサンバ
  - 作詞: 秋元康、作曲・編曲: 後藤次利
10. ウェディングドレス
  - 作詞: 秋元康、作曲: 高橋研、編曲: 佐藤準
11. 真赤な自転車
  - 作詞: 秋元康、作曲: 高橋研、編曲: 佐藤準
12. アレレレ
  - 作詞: 秋元康、作曲・編曲: 佐藤準
13. 新・新会員番号の唄
  - 作詞: 遠藤察男、作曲・編曲: 見岳章

### URA SPECIAL
1. KISSはMAGIC
  - 作詞: 秋元康、作曲: 山川恵津子、編曲: 代官山ブラザーズ
  - メインヴォーカル: 福永恵規・内海和子
2. 避暑地の森の天使たち
  - 作詞: 麻生圭子、作曲・編曲: 山川恵津子
  - メインヴォーカル: 富川春美・渡辺美奈代・渡辺満里奈
3. 黄昏にキスしないで
  - 作詞: 秋元康、作曲・編曲: 山川恵津子
  - メインヴォーカル: 工藤静香
4. 白いコスモスの頃
  - 作詞: 秋元康、作曲: 高橋研、編曲: 佐藤準
  - メインヴォーカル: 富川春美・城之内早苗・工藤静香
5. 真赤なミニスカート
  - 作詞: 秋元康、作曲: 見岳章、編曲: 鷺巣詩郎
  - メインヴォーカル: 岩井由紀子・渡辺美奈代・渡辺満里奈
6. 春一番が吹く頃に
  - 作詞: 秋元康、作曲: 後藤次利、編曲: 佐藤準
  - メインヴォーカル: 国生さゆり・内海和子・高井麻巳子
7. 好きになってもくれない
  - 作詞: 秋元康、作曲・編曲: 佐藤準
  - メインヴォーカル: 樹原亜紀・名越美香・立見里歌
8. シーッ!愛はお静かに
  - 作詞: 秋元康、作曲・編曲: 山川恵津子
  - メインヴォーカル: 河合その子・高井麻巳子・岩井由紀子
9. ONE NIGHT ONLY
  - 作詞: 秋元康、作曲・編曲: 後藤次利
10. 乙女心の自由型
  - 作詞: 秋元康、作曲・編曲: 見岳章
11. 瞳の扉
  - 作詞: 秋元康、作曲: 高橋研、編曲: 佐藤準
12. ポップコーン畑でつかまえて
  - 作詞: 秋元康、作曲・編曲: 山川恵津子
  - メインヴォーカル: 渡辺満里奈